# Kam"janka
Kam"janka (in ucraino Кам'янка?) è una città ucraina (10 945 abitanti) nel distretto di Čerkasy, nell'oblast' di Čerkasy. Ospita l'amministrazione della comunità territoriale di Kam"janka, una delle comunità territoriali dell'Ucraina.
Fino al 18 luglio 2020 Kam"janka è stata il centro amministrativo del distretto di Kam"janka, abolito come parte della riforma amministrativa dell'Ucraina, che ha ridotto a quattro il numero dei distretti dell'oblast' di Čerkasy. L'area del distretto di Kam"janka è stata fusa nel distretto di Čerkasy.